# Stabby prästgård
Stabby prästgård ligger i utkanten av stadsdelen Stabby i Uppsala. Prästgården var från 1500-talets slut anslagen som prebende för förste professorn i teologi vid Uppsala universitet. Den siste kyrkoherden som bodde i Stabby prästgård var Nathan Söderblom.
År 2009 köpte Bondkyrko hembygdsförening hela fastigheten av Svenska kyrkan.

## Byggnader
Fram till 1900-talets början fanns här ett tjugotal byggnader med stall, ladugård, svinstia som användes i det tämligen stora
jordbruk som hörde till prästgården. 
Bebyggelsen består idag av åtta hus, alla rödfärgade och alla, utom en stor lada, är timrade. Byggnaderna är främst från 1800-talet men gården har en historisk kontinuitet ner till 1500-talet.  
Tre bostadshus finns på prästgården. Ett var prästens bostadshus, nu kallat ”Söderblomska huset”, uppfört 1856 och under 1900-talets mitt invändigt renoverat utan hänsyn tagen till de arkitektoniska värdena. Huset intill, ”Stabbygården”, var prästgårdsarrendatorns bostad, uppförd 1869. I denna byggnad är den gamla, fasta inredningen bevarad, till exempel finns den gamla bakugnen och spiskåpan kvar i köket. Under Stabbygården finns en källare av tegel med två välvda rum vars äldsta delar är från 1500-talet. Källaren är en rest från den äldsta bebyggelsen på platsen. På gårdstomten ligger också ett sexkantigt avträde och ett timrat mindre hus. 
Utanför det staket som omger de beskrivna byggnaderna finns ett timrat sädesmagasin, en stor lada samt en timrad länga, som innehåller två
sammanbyggda hus med vagnslider emellan. Det ena är ett mindre bostadshus som varit bostad för någon anställd i prästgården, det andra är ett brygghus med två rum. I det ena finns en bevarad pannmur med inmurat kopparkärl, vilket är ovanligt, det andra rummet, som har en vedspis, har varit en enkel bostad, antagligen för någon anställd. Man antar att brygghuset är det äldsta bevarade huset i fastigheten.   
Under 1900-talets andra hälft har två byggnader tillförts gården. Det är en rusthållarbod, som tidigare stått vid Vårdsätra kvarn, och en klockstapel som 1978 flyttades hit.  

## Personhistoria
Gården har varit prebende för teologie professorer, som samtidigt varit kyrkoherdar i Helga Trefaldighets församling. De tre sista kyrkoherdarna/professorerna i Stabby prästgård var Otto Myrberg, Waldemar Rudin och Nathan Söderblom. 
Prästgården fungerade ursprungligen som sommarbostad och Otto Myrberg var den förste som bodde i prästgården året runt, 1872–1892. Ett av de sex barnen, dottern Johanna, bodde sina första tio år i prästgården. År 1953 grundade hon
tillsammans med Sven Löfström ”Bondkyrko hembygdsförening Stabygården”. Föreningen fick efter anhållan hos Helga Trefaldighets och Börje församlingars pastorat överta arrendatorsbostaden att använda som hembygdsgård.
Nathan Söderblom var den siste prästen i Stabby prästgård. Han hade år 1901 utnämnts till professor i teologisk encyklopedi och teologiska prenotationer samt blivit kyrkoherde i Helga Trefaldighets församling. Han bodde med sin hustru Anna och de åtta barnen i Stabby till 1912. Med tanke på de många barnen höjde Söderbloms huset med två stockvarv så att en stor barnkammare
skapades på övervåningen. Ute i Stabby tog makarna Söderblom emot den lärda världens filosofer och teologier i, som Söderblom sade, "Stabystugan". Hit kom naturligtvis också församlingsborna och till de berömda måndagskvällarna kom studenterna. År 1912 upphörde Stabby prästgård som kyrkoherdeboställe. 
Under sin långa historia har Stabby prästgård också varit
arbetsplats och hem för  arrendatorns familj. Vid 1800-talets slut var Gustaf Andersson arrendator, under Söderbloms tid brukade Algot Johansson gården och den siste i raden var Karl Skoog som drev jordbruket fram till 1930-talets slut.